# Die Brücke von Arnheim (Film)
Die Brücke von Arnheim (Originaltitel: A Bridge Too Far) ist ein 1977 von United Artists produzierter Kriegsfilm über die Operation Market Garden, eine gescheiterte Luftlandeaktion der Alliierten hinter den deutschen Linien im September 1944 während des Zweiten Weltkriegs. Der Film basiert auf dem gleichnamigen Buch von Cornelius Ryan und dem Drehbuch von William Goldman. Der Film ist mit vielen internationalen Stars besetzt: Dirk Bogarde, James Caan,  Michael Caine, Anthony Hopkins, Sean Connery, Elliott Gould, Gene Hackman, Ryan O’Neal und Robert Redford spielen auf der Seite der Alliierten, Hardy Krüger, Maximilian Schell und Fred Williams spielen deutsche Offiziere und Laurence Olivier und Liv Ullmann niederländische Zivilisten.

## Handlung
Zu Beginn wird mit Hilfe von Wochenschau-Bildern die Situation des Jahres 1944 nach der Landung in der Normandie dargestellt, speziell die mit persönlichem Ehrgeiz verbundene Zielsetzung der obersten alliierten Befehlshaber, möglichst schnell einen Weg ins (wirtschaftliche) „Herz des Reiches“, sprich ins Ruhrgebiet (und weiter in Richtung Berlin) zu erobern, um letztlich den Krieg in Europa schnell beenden zu können. Dazu entwirft der britische Feldmarschall Montgomery die Operation Market Garden, die der britische General Browning im Spätsommer des Jahres 1944 seinen Kommandeuren eröffnet: 35.000 alliierte Fallschirmjäger sollen hinter den feindlichen Linien in den Niederlanden abspringen und anschließend sechs wichtige Brücken besetzen und halten, bis die Bodentruppen nachgerückt sind. Der Oberbefehlshaber der alliierten Streitkräfte in Europa, US-General Dwight D. Eisenhower, hatte sich diesem Plan angeschlossen, für Montgomery ein „Sieg“ über seinen Rivalen, General George S. Patton. Die Handlung beginnt am 3. September 1944, als Gerd von Rundstedt wiederum als Oberbefehlshaber West ernannt wird und in seinem Hauptquartier in Koblenz eintrifft, feierlich begrüßt von Günther Blumentritt.
Weil die Operation auch ein Prestigeprojekt für Montgomery und seine Offiziere ist, wird die Aktion selbst dann nicht gestoppt, als die Briten Informationen erhalten, dass im Zielgebiet um Arnheim seit kurzem deutsche Panzertruppen stationiert sein könnten. Auf diese Weise gerät der britische General Urquhart mit seinen 10.000 Fallschirmjägern ins Kreuzfeuer zweier Panzerdivisionen der Waffen-SS. Die Männer werden getrennt und sind fortan auf sich allein gestellt – der erbitterte Kampf um die Rheinbrücke wird zum Massaker. Als Urquhart sich zurückziehen muss, hat er 8.000 Mann verloren. Von den sechs Brücken, die im niederländischen Kanal- und Deltagebiet erobert werden mussten, scheitert die alliierte Streitmacht letztlich an der besonders wichtigen Brücke von Arnheim, „eine Brücke zu weit“ weg für die Militäroperation, wie es der Originaltitel sagt (A Bridge Too Far).

## Drehort

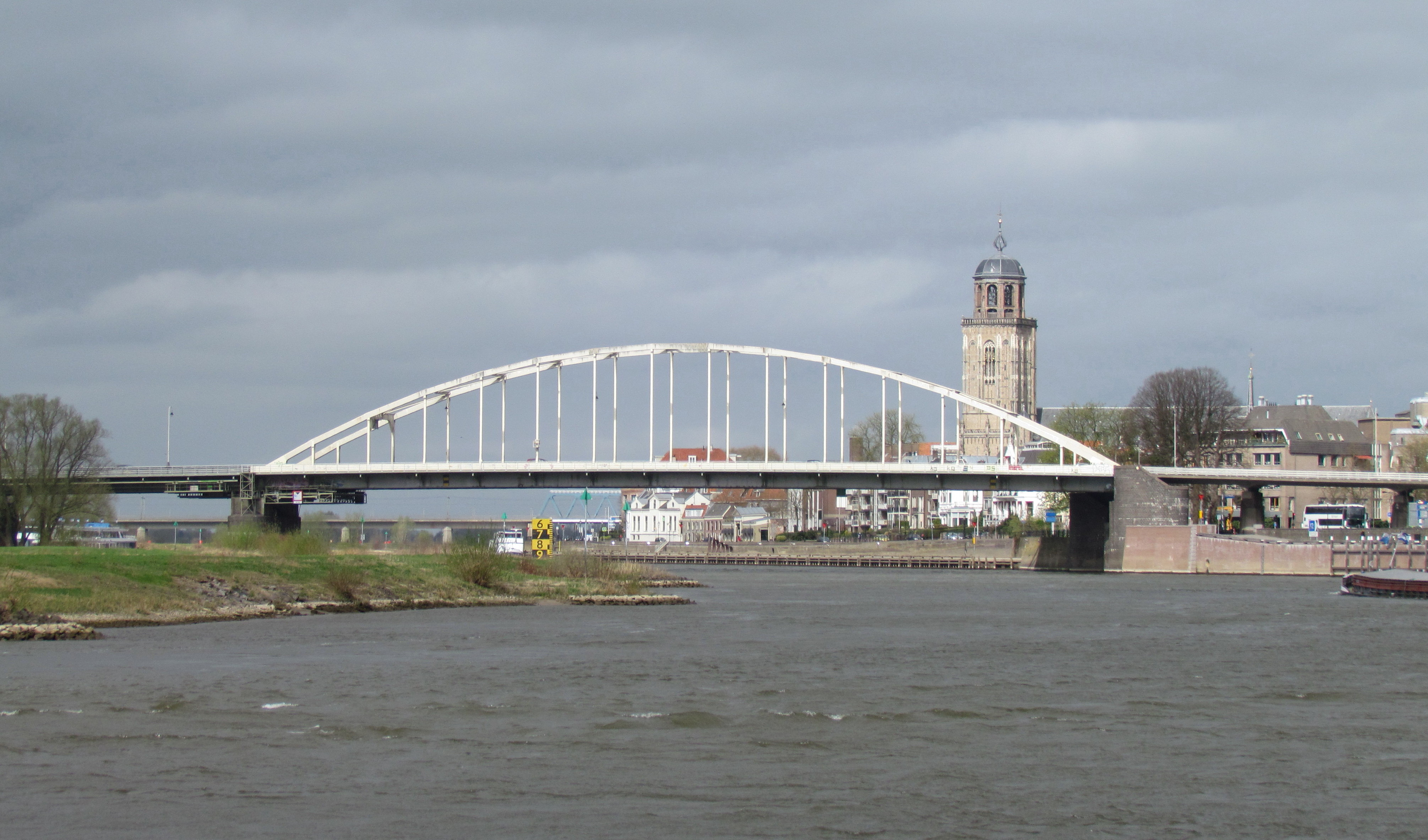
Sie spielt eine Filmrolle:
die IJssel-Brücke in Deventer

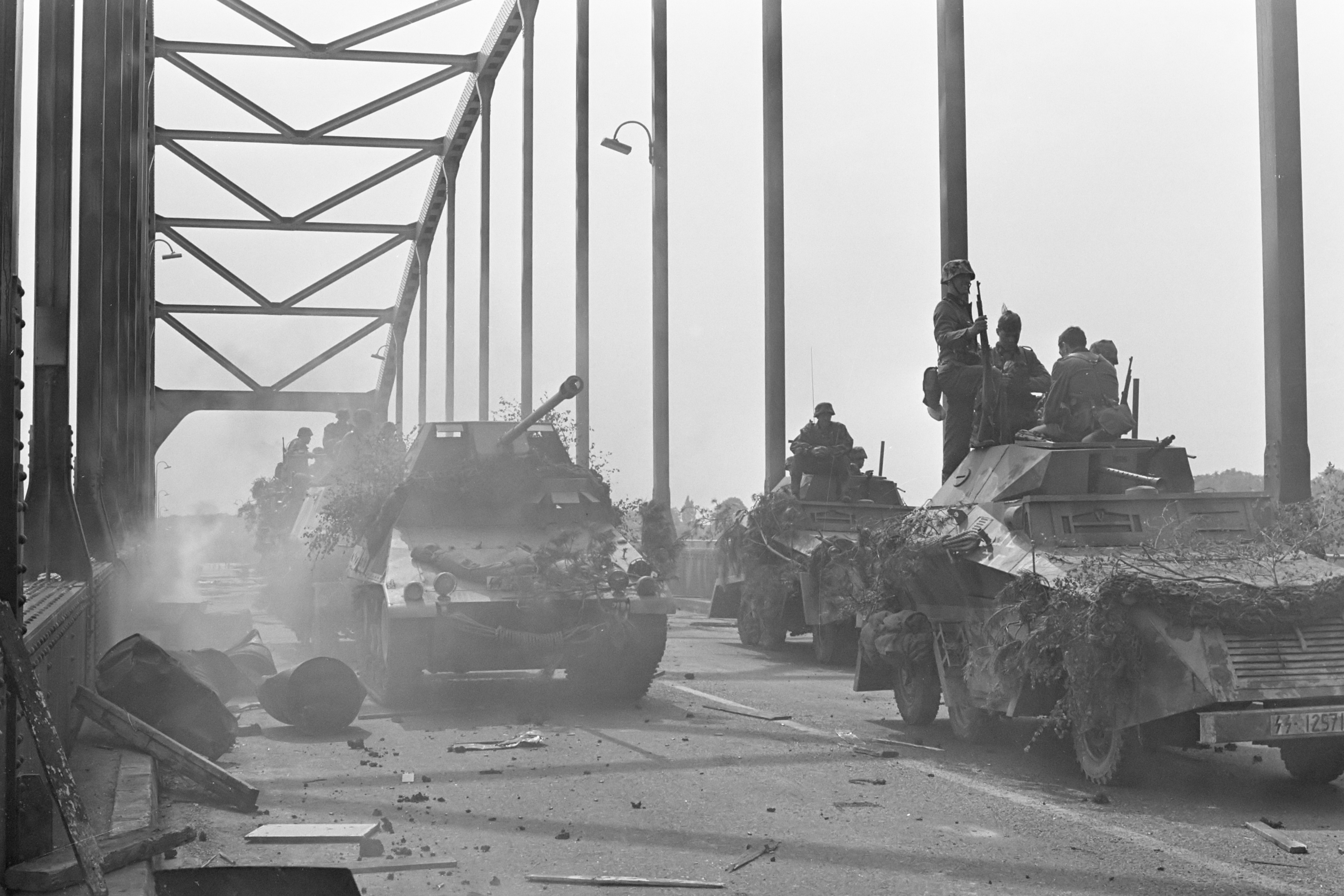
Dreharbeiten der Brückenüberquerung von deutschen Fahrzeugen in Deventer am 18. Mai 1976

Obwohl es die eigentliche Brücke in Arnheim noch gab, war die Umgebung in den 1970er-Jahren mit modernen Gebäuden bebaut worden, wodurch die Szenerie für die Filmaufnahmen nicht mehr geeignet war. Ein Ersatz für die Arnheimer Brücke wurde mit einer Brücke über die IJssel, der Wilhelminabrücke in Deventer, gefunden, so dass tatsächlich hier gefilmt wurde. Einige Szenen wurden in Zutphen gedreht: Das alte Rathaus, ein weißes Gebäude, das im Film als Wehrmachts-Stützpunkt dient, und die Kirche sind zu sehen.
Größtenteils wurde jedoch an Originalschauplätzen gedreht, so zum Beispiel in Nijmegen (die missglückte Sprengaktion der Waalbrücke mit Hardy Krüger) sowie an und auf der Waal die Waalüberquerung mit den „Faltbooten“ und auf der Waalbrücke Nijmegen, die auch schwer umkämpft war, die Szenen mit Robert Redford. Die Luftlandeaktion wurde ebenso in der Heidelandschaft um Arnheim gedreht, die 1944 eines von mehreren Fallschirmabsprunggebieten war.

## Synchronisation
Die deutschsprachigen Schauspieler, u. a. Hardy Krüger, Wolfgang Preiss, Maximilian Schell, Walter Kohut, Fred Williams und Hans von Borsody, sprachen ihre Dialoge deutsch. Sie mussten daher für die deutsche Fassung nicht synchronisiert werden.
| Darsteller        | Rolle                                 | Synchronsprecher      |
| ----------------- | ------------------------------------- | --------------------- |
| Dirk Bogarde      | Lieutenant General Frederick Browning | Wolf Ackva            |
| James Caan        | Staff Sergeant Eddie Dohun            | Klaus Kindler         |
| Michael Caine     | Lieutenant Colonel J.O.E. Vandeleur   | Hartmut Reck          |
| Sean Connery      | Major General Robert Urquhart         | Gert Günther Hoffmann |
| Edward Fox        | Lieutenant General Brian Horrocks     | Reinhard Glemnitz     |
| Elliott Gould     | Colonel Robert Stout                  | Kurt Eugen Ludwig     |
| Gene Hackman      | Major General Stanisław Sosabowski    | Horst Niendorf        |
| Anthony Hopkins   | Lieutenant Colonel John Frost         | Niels Clausnitzer     |
| Paul Maxwell      | Major General Maxwell D. Taylor       | Manfred Schott        |
| Ryan O’Neal       | Brigadier General James M. Gavin      | Eckart Dux            |
| Laurence Olivier  | Dr. Jan Spaander                      | Curt Ackermann        |
| Robert Redford    | Major Julian Cook                     | Christian Brückner    |
| Liv Ullmann       | Kate ter Horst                        | Heidi Treutler        |
| John Ratzenberger | Lieutenant James Megellas             | n.n.                  |
| Peter Faber       | Captain Arie Dirk Bestebreurtje       | Alexander Allerson    |
| Arthur Hill       | U.S. Medical Colonel                  | Leo Bardischewski     |
| Frank Grimes      | Major Fuller                          | Ivar Combrinck        |
| Jeremy Kemp       | R.A.F. Briefing Officer               | Horst Naumann         |
| Siem Vroom        | niederländischer Untergrundführer     | n.n.                  |
| Erik van ’t Wout  | Sohn des Untergrundführers            | n.n.                  |

## Hintergrund
Drehbuchautor William Goldman (Butch Cassidy and the Sundance Kid) schreibt in seinem Buch Das Hollywood-Geschäft, dass die Produktion von Die Brücke von Arnheim insgesamt zwei Jahre dauerte und größtenteils von Joseph E. Levine aus dessen Privatvermögen finanziert wurde. Levine wurde durch die Produktion und den Vertrieb von Billigproduktionen zum erfolgreichsten unabhängigen Produzenten von Hollywood. Anfang der 1970er-Jahre zog er sich zunehmend aus dem Filmgeschäft zurück, war von Ryans Roman aber derart begeistert, dass er sich zu einem Comeback entschloss und mit der Verfilmung des Romans sein bis dahin größtes Filmprojekt auf die Beine stellte.
Er erfand ein heute noch gebräuchliches Verfahren zur Finanzierung eines Filmes, während er bereits gedreht wird: Immer wenn mit dem vorhandenen Geld Szenen fertiggestellt waren, ließ er sie zusammenschneiden und interessierten Investoren und Verleihern vorführen. So kam das Geld mit dem Verkauf von Lizenzen und Aufführungsrechten noch während der laufenden Dreharbeiten nach und nach zusammen.
Das Budget war mit am Ende insgesamt 22 Millionen US-Dollar für damalige Verhältnisse sehr hoch. Levine stand dafür mit seinem Privatvermögen ein. Die Situation fasste er gegenüber William Goldman mit den Worten zusammen „Wenn es schiefgegangen wäre, wäre ich nicht mehr reich gewesen …“ Risikoreich war aber auch die Art der Produktion – sie wurde bereits begonnen, noch bevor ein erster Drehbuchentwurf fertig oder die Besetzung gesichert war.
William Goldman beschreibt die Produktion des Films als „angenehmste Erfahrung, die ich bis dahin im Filmgeschäft gemacht hatte.“ Dennoch bereitete ihm die Struktur des Filmes anfangs erhebliche Probleme. Zum einen musste die ereignisreiche und mehrere Tage dauernde Operation zwangsläufig auf drei Stunden Filmhandlung gekürzt werden, weshalb viele interessante Episoden ersatzlos gestrichen werden mussten. Das größte Problem stellte aber die Konstruktion eines Handlungsablaufs dar. Goldman stieß erst durch Zufall auf eine Konstruktion, die seine Probleme beendete: Er baute das Drehbuch in der Art eines Westerns auf. Die alliierten Armeegruppen behandelte er wie die Kavallerie, die den eingeschlossenen Verbänden zu Hilfe eilt. Damit konnte er einen groben Spannungsbogen aufbauen, der die Handlung des Filmes bestimmte.

## Kritiken
„Ein aufwendiges Kriegsspektakel; die kritischen Akzente werden nur angedeutet, während im oberflächlichen Handlungsablauf die Heldenverehrung und Rührseligkeit dominieren. Technisch und darstellerisch gute Hollywood-Qualität.“

„Mangelnde Spannung soll durch Beanspruchung des Gefühls ausgeglichen werden. Trotz des ungeheuren Aufwandes …, trotz der Fülle von (gut erkennbaren) Attrappen, trotz der Vielzahl von Weltstars ist der Film nicht mehr als ein Kriegsfilm üblicher und längst überholter Art, ein Film, dem es mehr um das große Pathos als um die Sinnfrage geht.“

## Trivia und Fehler

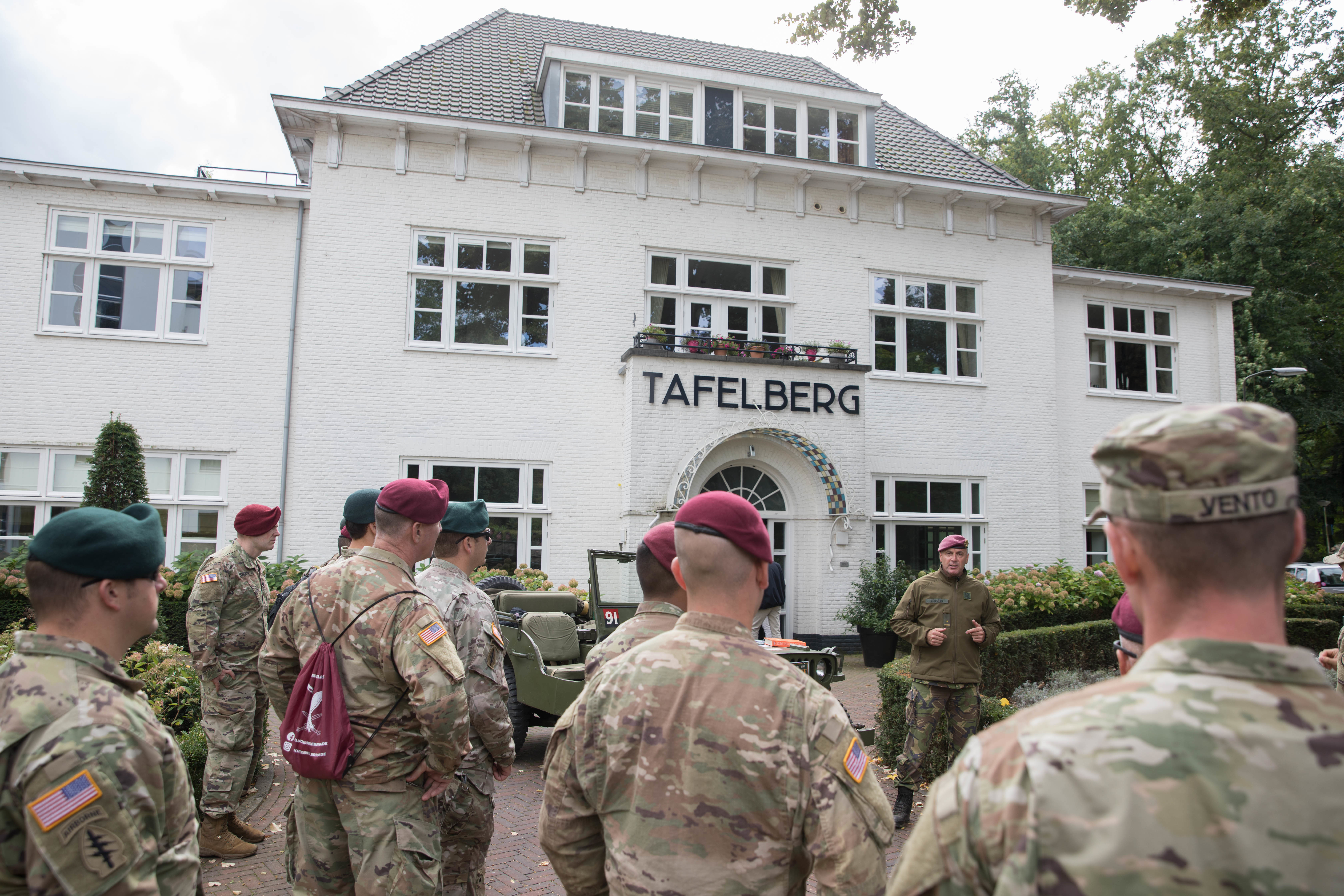
Hotel Tafelberg war das Hauptquartier von GFM Model

- Eine der Ungenauigkeiten im Film ist Absicht. Die Brücke, die im Film von Robert Redford als US-Major Julian Cook eingenommen wird, wurde in Wirklichkeit von britischen Grenadieren zuerst erstürmt. Nach Meinung von Joseph E. Levine zahlte es sich an den Kinokassen jedoch besser aus, wenn man Redford den Kampf gewinnen ließe.
- Mit John Frost, James M. Gavin, Sir Brian Horrocks, Robert Urquhart und John Ormsby Evelyn Vandeleur nahmen auch ehemalige Schlüsselfiguren der Operation „Market Garden“ als technische Berater an dem Film teil.
- Die deutschen Kampfpanzer, die im Film Verwendung fanden, sind keine zeitgenössischen Originale, sondern umgebaute Leopard 1 der niederländischen Armee.
- Auch vom amerikanischen Sherman-Panzer waren am Set nur drei Originale aus einer Privatsammlung vorhanden. Die restlichen Sherman-Panzer waren Fiberglasmodelle, die auf VW-Käfer-Fahrgestelle montiert wurden.
- Bei den alliierten Jagdbombern, welche die vorrückenden Panzer des XXX. Korps unterstützen, handelt es sich um Schulmaschinen des Typs T-6 mit verkleideter hinterer Cockpithälfte.
- Es gab insgesamt sechs flugtaugliche C47-Maschinen, mit denen die Startszenen und die Absprünge der Fallschirmjäger in den Niederlanden gedreht wurden. Da von den britischen Airspeed-AS.51-Horsa-Lastenseglern keine mehr existierten, wurden zwölf Gleiter für je 35.000 US-Dollar Stückkosten nachgebaut.
- Während der Dreharbeiten auf der Brücke von Deventer wurde für die Anwohner ein Fährbetrieb eingerichtet.
- Der Komponist der Filmmusik, John Addison, war während der Landung in der Normandie selbst Kommandant eines Sherman-Panzers des britischen XXX. Korps – jenes Verbandes, der von Süden her nach Arnheim vorstoßen sollte. An der Operation „Market Garden“ selbst war Addison nicht beteiligt.
- Dass General Horrocks im Briefing der Truppenteile von „Old Westerns Films“ spricht, mochte aus der Sicht des Jahres 1976 stimmig sein. 1944 hingegen gab es angesichts des jungen Mediums noch keine Westernfilme, die als alt zu bezeichnen gewesen wären.
- Es hat in der Waffen-SS niemals einen SS-Gruppenführer Ludwig gegeben. Diese Person (gespielt von Hardy Krüger), ist in Wirklichkeit dem SS-Brigadeführer Heinz Harmel nachempfunden. Heinz Harmel lebte noch, als der Film gedreht wurde, und er untersagte dem Produzenten, seinen Namen im Film zu verwenden. So musste sein Name in SS-Gruppenführer Ludwig umbenannt werden.
- Im Film wird behauptet, dass Walter Model sein Hauptquartier in der Villa Hartenstein hatte und nach der Landung der britischen Fallschirmjäger dieses fluchtartig verlassen musste. Tatsächlich beherbergte die Villa Hartenstein im September 1944 nur einen Teil des Stabs des deutschen Generalfeldmarschalls, der sein Hauptquartier zu diesem Zeitpunkt im Hotel Tafelberg bei Oosterbeek hatte.